# Roger Ruud
Roger Ruud (* 1. Oktober 1958 in Hurdal) ist ein ehemaliger norwegischer Skispringer.

## Werdegang
Ruud, der für den Lensbygda IL startete, gab sein internationales Debüt bei der Junioren-EM 1975, wo er die Bronzemedaille ersprang. Bei den "Großen" debütierte er zur Vierschanzentournee 1976/77, wo er bereits im ersten Springen in Oberstdorf unter die besten zwanzig kam. Nachdem er auch bei den weiteren Springen gute Platzierungen erreicht hatte, konnte er am Ende der Tournee den 19. Platz der Gesamtwertung belegen. Im folgenden Jahr ging er bei der Tournee nicht an den Start. 1979 konnte er bei der Vierschanzentournee 1978/79 in Innsbruck mit dem zweiten Platz sein erstes Podium seiner Karriere feiern. Es war jedoch die einzige vordere Platzierung der Tournee, so dass er am Ende nur den 31. Rang der Gesamtwertung erreichte.
Nachdem Ruud am 30. Dezember 1979 in Oberstdorf sein Debüt im erstmals ausgetragenen Skisprung-Weltcup gab, konnte er bereits zwei Springen später mit einem siebenten Platz in Innsbruck seine ersten Weltcup-Punkte gewinnen. Nachdem er die Vierschanzentournee 1979/80 auf dem 21. Platz der Gesamtwertung beendete, gelang ihm in Sapporo erneut ein deutlicher Punktegewinn mit Platz acht von der Großschanze.
Bei den Olympischen Winterspielen 1980 in Lake Placid, die zugleich als Nordische Skiweltmeisterschaft gewertet wurden, erreichte Ruud von der Normalschanze den 13. und von der Großschanze den sechsten Platz. Zwei Wochen nach den Spielen gewann er in St. Moritz seinen ersten Weltcup. Auch in Gstaad stand er mit dem zweiten Platz erneut auf dem Treppchen. Nachdem er in Engelberg als Vierter das Podium nur knapp verpasst hatte, erreichte er bis zum Ende der Saison weitere gute Top-20-Platzierungen, welche ihm mit 82 Punkten den 14. Platz der Weltcup-Gesamtwertung einbrachten.
Die Skisprung-Weltcup 1980/1981 begann er mit einem dritten Rang beim Springen in Oberstdorf. Nach weiteren guten Platzierungen im Rahmen der Vierschanzentournee 1980/81 verpasste er in der Gesamtwertung die Top drei nur knapp und wurde am Ende Vierter. Nach der Tournee gewann er in Harrachov und Liberec und erreichte auch in St. Moritz und Gstaad erneut das Podium. Seine Leistungen konnte er auch fortan bestätigen und gewann – unter Ausnutzung der Tatsache, dass die meisten anderen Spitzenspringer an diesem Wochenende bei der Skiflug-WM starteten – auch in Chamonix-Mont-Blanc und St. Nizier, wo er am 28. Februar mit 111,0 Metern auf der Tremplin du Dauphiné einen neuen und bis heute gültigen Schanzenrekord aufstellte. Der Sieg am Holmenkollbakken in Oslo 1981 blieb sein größter Erfolg. Am Ende der Saison 1981 erreichte er in der Weltcup-Gesamtwertung den zweiten Rang hinter dem Österreicher Armin Kogler.
Daran konnte er in den folgenden Jahren nicht mehr anknüpfen. Er begann die Saison 1981/82 mit einem Sieg auf der Trampolino Italia in Cortina d’Ampezzo und erreichte bei der Vierschanzentournee 1981/82 nach guten Einzelergebnissen den zweiten Platz in der Gesamtwertung hinter Manfred Deckert aus der DDR. Im Anschluss daran blieben Siege und Podestplatzierungen vorerst aus, er erreichte aber in den folgenden Weltcup-Springen gute Top-10-Platzierungen. Bei der Nordischen Skiweltmeisterschaft 1982 in Oslo kam er nicht über den neunten Rang hinaus.
Zu Beginn der Saison 1982/83 musste Ruud mit einem deutlichen Leistungseinbruch kämpfen. Bis Ende Januar 1983 verpasste er in allen Springen einen Platz unter den besten zehn. Erst in St. Moritz kam Ruud zurück in die Weltspitze und verfehlte mit dem vierten Rang das Podest nur knapp. In Gstaad musste er sich nur Horst Bulau geschlagen geben und wurde am Ende Zweiter. Trotz dieses Erfolges startete Ruud nicht mehr bei allen Weltcup-Springen.
Überraschend konnte er kurz vor Ende seiner Karriere am 8. Januar 1985 nach einer eher schlecht verlaufenden Vierschanzentournee 1984/85 zum zweiten Mal nach 1981 das Weltcup-Springen in Cortina d’Ampezzo gewinnen. Bei der Nordischen Skiweltmeisterschaft 1985 in Seefeld in Tirol konnte Ruud nicht auf vordere Platzierungen springen und belegte am Ende den 35. Platz von der Normalschanze. Sein persönliches Saisonende war der Weltcup in St. Moritz mit einem neunten Platz.
In der folgenden Saison startete er nur noch in St. Moritz und beendete nach einem 14. Platz dort und einem 68. Platz in der Gesamtwertung seine aktive Skisprung-Karriere.

## Erfolge

### Weltcupsiege im Einzel
| Nr. | Datum             | Ort                         | Typ           |
| --- | ----------------- | --------------------------- | ------------- |
| 1.  | 27. Februar 1980  | St. Moritz                  | Großschanze   |
| 2.  | 10. Januar 1981   | Harrachov                   | Großschanze   |
| 3.  | 11. Januar 1981   | Liberec                     | Großschanze   |
| 4.  | 26. Februar 1981  | Chamonix                    | Normalschanze |
| 5.  | 28. Februar 1981  | Saint-Nizier-du-Moucherotte | Großschanze   |
| 6.  | 15. März 1981     | Oslo                        | Großschanze   |
| 7.  | 20. Dezember 1981 | Cortina d’Ampezzo           | Großschanze   |
| 8.  | 1. Januar 1982    | Garmisch-Partenkirchen      | Großschanze   |
| 9.  | 8. Januar 1985    | Cortina d’Ampezzo           | Normalschanze |

### Weltcup-Platzierungen
| Saison  | Platz | Punkte |
| ------- | ----- | ------ |
| 1979/80 | 14.   | 082    |
| 1980/81 | 02.   | 201    |
| 1981/82 | 08.   | 112    |
| 1982/83 | 20.   | 053    |
| 1983/84 | 45.   | 015    |
| 1984/85 | 23.   | 034    |
| 1985/86 | 68.   | 002    |

## Trivia
Roger Ruud verbrachte 30 Tage in einem Gefängnis, nachdem ihn die Polizei im Jahr 2006 mit 220 km/h auf einem Motorrad angehalten hatte.